# Telekom Romania
Telekom Romania Mobile est un opérateur de téléphonie mobile de Roumanie. 70 % des parts de Telekom Romania Mobile étaient possédées par Cosmote (Grèce), et 30 % par l'opérateur historique de téléphonie fixe roumain Romtelecom.

## Histoire
Avant septembre 2014, Telekom Romania Mobile s’appelait « Cosmote Romania » ; il a changé de nom pour devenir Telekom Romania Mobile Communications SA
En novembre 2020, Orange annonce l'acquisition de la participation de 54 % d'OTE dans Telekom Romania pour 268 millions d'euros. Les 46 % restant sont détenus par l'État roumain. OTE garde sa participation dans les activités mobile de  Telekom Romania, qui sont scindées des activités fixe acquises par Orange,.